# Morgan (Georgia)
Morgan è una città degli Stati Uniti d'America, situata in Georgia, nella Contea di Calhoun, della quale è il capoluogo.